# Roman Hubník
Roman Hubník (* 6. června 1984 Vsetín) je bývalý český profesionální fotbalista, který hrával na pozici středního obránce. Svoji profesionální hráčskou kariéru ukončil v roce 2022, a to v Sigmě Olomouc. Mezi lety 2009 a 2020 odehrál také 30 utkání v dresu české reprezentace, ve kterých vstřelil 3 branky. Od léta 2022 nastupuje za tým SK Chválkovice v 1.A třídě Olomouckého kraje.
Díky svým 191 centimetrům a 86 kilogramům je výborný v hlavičkových soubojích. Jeho bratrem je bývalý fotbalista Michal Hubník. Mimo Česko působil na klubové úrovni v Rusku a Německu.

## Klubová kariéra
Svoji fotbalovou kariéru začal v týmu TJ Tatran Halenkov, odkud se přes mládežnické výběry mužstev FC Vsetín a FC Zlín dostal ve 14 letech do klubu SK Sigma Olomouc.

### SK Sigma Olomouc
V létě 2002 se propracoval do prvního týmu. V 1. lize odehrál 104 ligových zápasů a vstřelil 4 branky. Z Olomouce se také dostal do národního mužstva do 21 let.

### FK Moskva
V roce 2007 přestoupil za téměř 100 milionů Kč do celku FK Moskva. V hlavním městě Ruska se i vinou zranění neprosadil. Za FK Moskva odehrál pouze devět utkání v lize, gól nevstřelil.

#### AC Sparta Praha (hostování)
v zimě se rozhodl pro roční hostování v 1. lize ve Spartě Praha. Letenský tým v ročníku 2009/10 získal mistrovských titul, na kterém se Hubník částečně podílel. Celkem za Spartu vstřelil pět branek ve 29 ligových střetnutích.

### Hertha BSC
V lednu 2010 zamířil do na půl roku hostovat do Herthy BSC, ve smlouvě byla také opce na přestup. V ročníku 2009/10 Hertha sestoupila z Bundesligy, přesto v létě 2010 Hubník do klubu za 1,5 milionů eur (cca 38 milionů Kč) přestoupil a uzavřel kontrakt na čtyři roky. V sezóně 2012/13 vybojoval s Herthou Berlín po roce stráveném ve 2. německé lize postup do Bundesligy. Dohromady v dresu Herthy nastoupil k 81 utkání v lize, střelecky se prosadil 7x.

### FC Viktoria Plzeň
Začátkem září 2013 se vrátil do ČR a přestoupil do klubu FC Viktoria Plzeň, který potřeboval řešit problémy v defenzivní řadě. Podepsal jednoletý kontrakt.

#### Sezóna 2013/14
Debutoval v ligovém utkání 13. srpna 2013 proti domácímu Slovanu Liberec, kde se dostal na hřiště v závěru zápasu za zraněného Lukáše Hejdu. Oba týmy si po remíze 1:1 body rozdělily. Zahrál si i v základní skupině Ligy mistrů 2013/14, kde se viktoriáni střetli s německým Bayernem Mnichov, anglickým Manchesterem City a ruským CSKA Moskva. S klubem skončil na konci sezony 2013/14 na 2. místě v české lize i českém poháru.

#### Sezóna 2014/15
V létě 2014 s mužstvem původně neprodloužil kontrakt a mluvilo se o návratu do SK Sigma Olomouc. Nakonec v červnu 2014 prodloužil s týmem smlouvu do konce sezony 2014/15. Díky umístění Plzně na druhé příčce konečné tabulky předchozí sezóny se s Viktorkou představil ve 3. předkole Evropské ligy UEFA 2014/15 proti rumunskému týmu FC Petrolul Ploiești. V první utkání klub uhrál na půdě soupeře nadějnou remízu 1-1. V odvetě Plzeň prohrála 1-4 a z evropských pohárů vypadla. 20. 2. 2015 prodloužil s klubem kontrakt do léta 2017. Dvě kola před koncem ročníku 2014/15 získal s mužstvem mistrovský titul.

#### Sezóna 2015/16
18. července 2015 se podílel na zisku Superpoháru, když Viktorka porazila FC Slovan Liberec 2-1. S Plzní se představil ve 3. předkole Ligy mistrů UEFA, kde klub narazil na izraelský celek Maccabi Tel Aviv FC. V prvním zápase na půdě soupeře Viktorka zvítězila 2-1, ale v odvetě prohrála 0-2 a vypadla. S mužstvem následně hrál 4. předkolo Evropské ligy UEFA, kde tým narazil na klub ze Srbska FK Vojvodina Novi Sad. Po výhrách 3-0 a 2-0 Plzeň postoupila do základní skupiny Evropské ligy, kde bylo mužstvo nalosováno do skupiny E společně s FK Dinamo Minsk (Bělorusko), Villarreal CF (Španělsko) a Rapid Vídeň (Rakousko). Ve skupinové fázi Evropské ligy za tým nenastoupil, jelikož v září 2015 odešel na hostování do Sigmy Olomouc.
V zimě 2015/16 se vrátil zpět do Plzně. Na jaře 2016 byl v několika zápasech kapitánem týmu. V ročníku 2015/16 získal tři kola před konce sezony s Viktorkou mistrovský titul, klub dokázal ligové prvenství poprvé v historii obhájit.

#### Sezóna 2016/17
Před ročníkem 2016/17 spojil svou další budoucnost s klubem smlouvu do léta 2019.
S Viktorkou postoupil přes ázerbájdžánský Qarabağ FK (remízy 0:0 a 1:1) do 4. překkola - play-off Ligy mistrů UEFA, což znamenalo jistou podzimní účast Plzně v evropských pohárech. 4. předkolo LM Západočeši proti bulharskému PFK Ludogorec Razgrad výsledkově nezvládli (prohra 0:2 a remíza 2:2) a museli se spokojit s účastí ve skupinové fázi Evropské ligy UEFA. Viktorka byla nalosována do základní skupiny E společně s AS Řím (Itálie), Austria Vídeň (Rakousko) a FC Astra Giurgiu (Rumunsko).
V prvním kole odehrál Hubník za Viktorku celý zápas a Plzeň remizovala 15. 9. 2016 na domácí půdě s AS Řím 1:1. K dalšímu zápasu základní skupiny cestovala Plzeň 29. září 2016 do Rakouska, kde se střetla s Austrií Vídeň. Hubník nastoupil na celé střetnutí, které skončilo bezbrankovou remízou. Ve 3. kole proti Giurgiu (prohra 1:2) z důvodu zranění nehrál. V odvetě hrané 3. listopadu 2016 na hřišti Astry předvedla Viktorka velmi kvalitní výkon, ale v konečném důsledku jen remizovala se soupeřem 1:1. V posledních dvou střetnutí Hubník kvůli zranění nehrál. V předposledním zápase Plzeň definitivně ztratila naději na postup, když podlehla římskému AS v poměru 1:4. Z výhry se Západočeši radovali až v posledním střetnutí hraném 8. prosince 2016, kdy před domácím publikem otočili zápas proti Austrii Vídeň z 0:2 na 3:2, přestože od 18. minuty hráli oslabeni o jednoho hráče. Plzeň touto výhrou ukončila 14 zápasovou sérii bez vítězství v Evropské lize. Viktoria skončila v základní skupině na třetím místě.

#### SK Sigma Olomouc (hostování)
Začátkem září 2015 zažádal z osobních důvodů o hostování v klubu tehdejšího nováčka nejvyšší soutěže SK Sigma Olomouc, vedení Viktorie mu vyšlo vstříc. Za Sigmu odehrál sedm ligových zápasů, gól nedal. V zimním přestupovém období sezony 2015/16 se vrátil zpět do Plzně.

## Klubové statistiky
Aktuální k 30. srpnu 2020
| Sezona  | Klub                     | Soutěž             | Zápasy | Góly |
| ------- | ------------------------ | ------------------ | ------ | ---- |
| 2002/03 | SK Sigma Olomouc         | Gambrinus liga     | 16     | 0    |
| 2003/04 | SK Sigma Olomouc         | Gambrinus liga     | 19     | 1    |
| 2004/05 | SK Sigma Olomouc         | Gambrinus liga     | 26     | 1    |
| 2005/06 | SK Sigma Olomouc         | Gambrinus liga     | 27     | 2    |
| 2006/07 | SK Sigma Olomouc         | Gambrinus liga     | 16     | 0    |
| 2007    | FK Moskva                | Premier Liga       | 5      | 0    |
| 2008    | FK Moskva                | Premier Liga       | 4      | 0    |
| 2008/09 | AC Sparta Praha (host.)  | Gambrinus liga     | 14     | 4    |
| 2009/10 | AC Sparta Praha (host.)  | Gambrinus liga     | 15     | 1    |
| 2009/10 | Hertha BSC (host.)       | Bundesliga         | 7      | 0    |
| 2010/11 | Hertha BSC               | 2. Bundesliga      | 31     | 3    |
| 2011/12 | Hertha BSC               | Bundesliga         | 27     | 2    |
| 2012/13 | Hertha BSC               | 2. Bundesliga      | 16     | 2    |
| 2013/14 | Hertha BSC               | Bundesliga         | 0      | 0    |
| 2013/14 | FC Viktoria Plzeň        | Gambrinus liga     | 13     | 0    |
| 2014/15 | FC Viktoria Plzeň        | Synot liga         | 19     | 3    |
| 2015/16 | FC Viktoria Plzeň        | Synot liga         | 15     | 0    |
| 2015/16 | SK Sigma Olomouc (host.) | Synot liga         | 7      | 0    |
| 2016/17 | FC Viktoria Plzeň        | ePojisteni.cz liga | 29     | 0    |
| 2017/18 | FC Viktoria Plzeň        | HET liga           | 15     | 0    |
| 2018/19 | FC Viktoria Plzeň        | Fortuna:liga       | 27     | 0    |
| 2019/20 | FC Viktoria Plzeň        | Fortuna:liga       | 5      | 0    |
| 2020/21 | SK Sigma Olomouc         | Fortuna:liga       | 2      | 0    |

## Reprezentační kariéra

### Mládežnické reprezentace
Byl stabilním hráčem mládežnických reprezentací U15 až U21.
Reprezentoval ČR na Mistrovství světa hráčů do 20 let 2003 ve Spojených arabských emirátech, kde český tým po remízách 1:1 s Austrálií a s Brazílií a porážce 0:1 s Kanadou obsadil nepostupové čtvrté místo v základní skupině C. Roman absolvoval všechny tři zápasy v základní sestavě.
S českou reprezentací do 21 let se zúčastnil Mistrovství Evropy v roce 2007, kde ČR skončila po zápasech s Anglií (0:0), Srbskem (prohra 0:1) a Itálií (prohra 1:3) se ziskem 1 bodu na poslední čtvrté příčce základní skupiny B.

### A-mužstvo
První zápas v reprezentačním A-mužstvu odehrál 5. června 2009 (den před svými narozeninami) proti Maltě. Domácí ČR zvítězila 1:0.Zúčastnil se také Mistrovství Evropy 2012, kde nastoupil v prvním utkání proti Rusku (prohra 1:4). Poté jej trenér Michal Bílek posadil na lavičku.
Od 11. listopadu 2012 do května 2016 se v dresu národního týmu neobjevil.
Trenér Pavel Vrba jej vyzkoušel v přípravě před evropským šampionátem a zařadil ho do závěrečné 23členné nominace na EURO 2016 ve Francii. V základní skupině D odehrál všechny tři zápasy: proti Španělsku (porážka 0:1), proti Chorvatsku (remíza 2:2) a proti Turecku (porážka 0:2). Český tým obsadil se ziskem jediného bodu poslední čtvrté místo skupiny. Po šampionátu v srpnu 2016 ukončil reprezentační kariéru, celkem odehrál v letech 2009–2016 za český národní tým 29 střetnutí a vstřelil tři branky.
Dne 6. září 2020 však dostal další pozvánku do českého národního týmu na zápas Ligy národů proti Skotsku. K tomu mu napomohla i nucená karanténa prvního týmu, který odehrál zápas se Slovenskem.

### Reprezentační zápasy a góly
Zápasy Romana Hubníka v A-týmu české reprezentace
| Rok    | Zápasy | Góly |
| ------ | ------ | ---- |
| 2009   | 6      | 1    |
| 2010   | 5      | 1    |
| 2011   | 9      | 0    |
| 2012   | 4      | 0    |
| 2013   | 0      | 0    |
| 2014   | 0      | 0    |
| 2015   | 0      | 0    |
| 2016   | 5      | 1    |
| 2020   | 1      | 0    |
| Celkem | 30     | 3    |

Góly Romana Hubníka v A-týmu české reprezentace
| Gól | Datum       | Stadion                            | Soupeř  | Skóre (min.) | Výsledek | Soutěž                   |
| --- | ----------- | ---------------------------------- | ------- | ------------ | -------- | ------------------------ |
| 010 | 12. 8. 2009 | Na Stínadlech, Teplice, Česko      | Belgie  | 01:1 0(27.)  | 3:1      | přátelský zápas          |
| 02  | 8. 10. 2010 | Synot Tip Aréna, Praha, Česko      | Skotsko | 01:0 0(69.)  | 1:0      | Kvalifikace na EURO 2012 |
| 03  | 27. 5. 2016 | Kufstein Arena, Kufstein, Rakousko | Malta   | 03:0 0(40.)  | 6:0      | přátelský zápas          |